# Kamýk (Praha)
Kamýk (německy Kameik) je městská čtvrť a katastrální území v Praze, které bylo vytvořeno v roce 1988 rozhodnutím (účinnost od 1989) Národního výboru hl. města Prahy na úkor dosavadních katastrálních území Modřany, Lhotka a Libuš v rámci městského obvodu Praha 4. Dnes je k. ú. Kamýk součástí území městské části Praha 12.
Název je odvozen z názvu kopce[zdroj?] a lesa, u něhož se čtvrť nachází.

## Charakteristika
Území Kamýka zahrnuje především celé sídliště Lhotka, sídliště Libuš a dále část sídliště Modřany a několik malých vilových oblastí. Zasahují sem i části Kamýckého a Lhoteckého lesa. Nejvyšší stavbou je meteorologická věž Libuš.

### Sídliště Lhotka
Sídliště Lhotka je větší pražské sídliště postavené v 70. a 80. letech 20. století. Nachází se na jih od sídliště Novodvorská.
Na území Lhotky je několik základních škol – např. Zárubova, Filosofská (s rozšířenou výukou jazyků), Jílovská (s rozšířenou výukou přírodovědných předmětů a informatiky) a Písnická, v jejíž budově je též osmileté i čtyřleté gymnázium. Jsou zde i tři mateřské školky: Alšovy sady, Mateřská školka Oáza (v ulici Písnická) a Mateřská škola Hvězdička.

### Sídliště Libuš
Sídliště Libuš je menší pražské sídliště z 80. let 20. století. Je umístěno jižně od sídliště Lhotka a západně od vlastní Libuše. Má vlastní základní školu a sportovní stadion s atletickou dráhou.

## Obyvatelstvo
| Rok    | Obyv.  | ± %        |
| ------ | ------ | ---------- |
| 1970   | 288    | —          |
| 1980   | 10 743 | +3 630,2 % |
| 1991   | 24 000 | +123,4 %   |
| 2001   | 21 256 | −11,4 %    |
| 2011   | 19 620 | −7,7 %     |
| 2021   | 19 129 | −2,5 %     |
| Zdroj: |        |            |

## Další fotografie

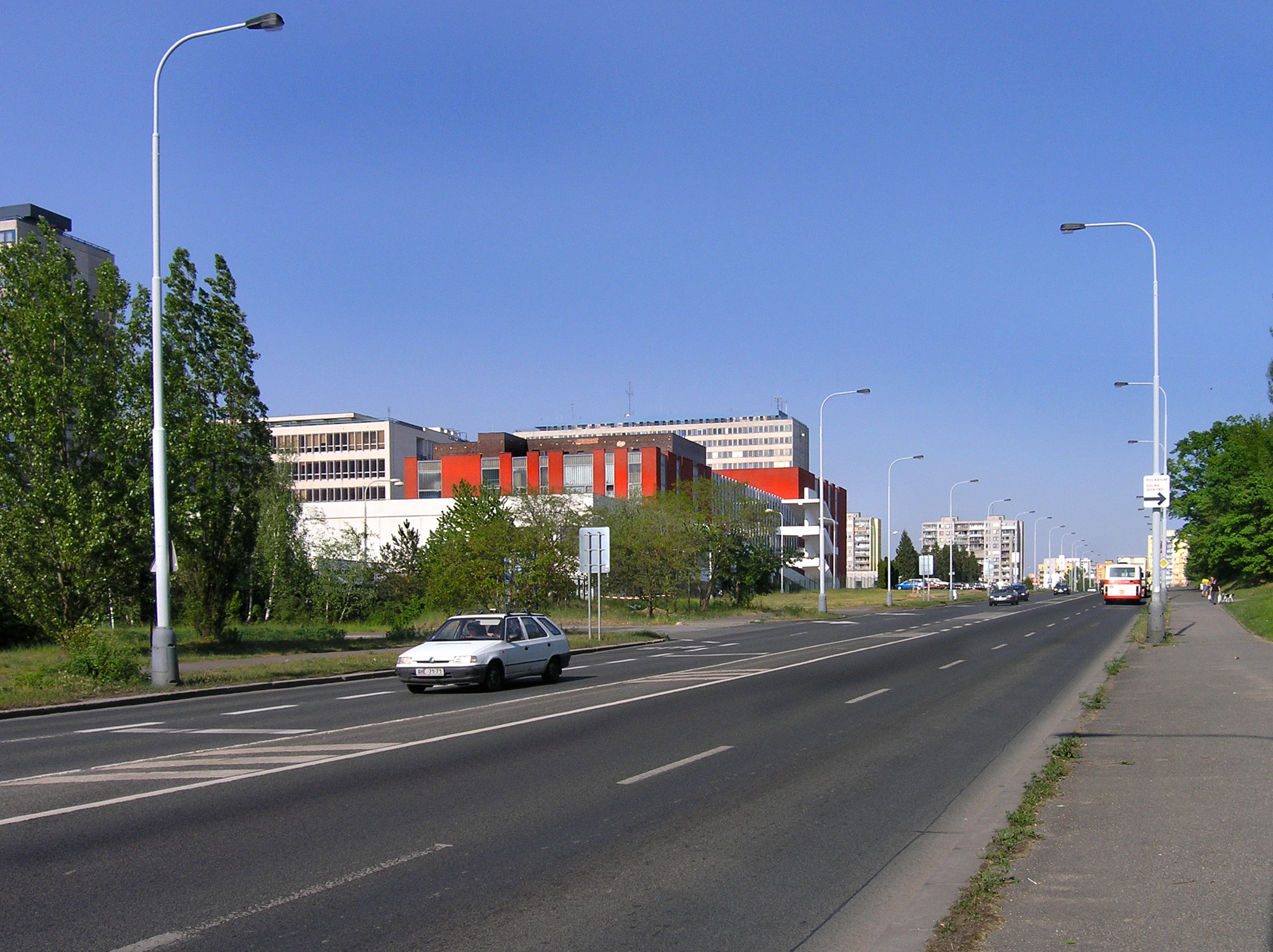
Policejní akademie
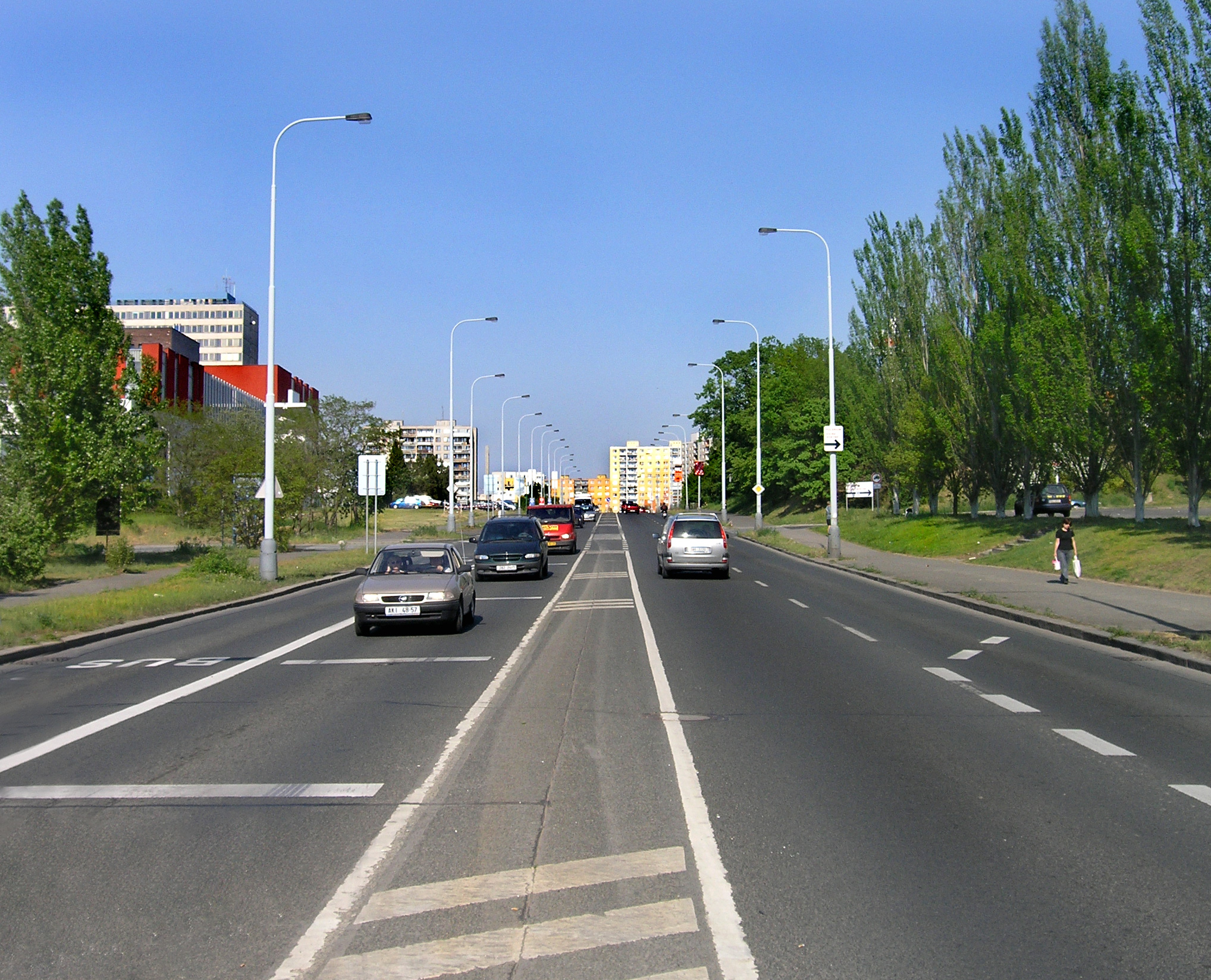
Lhotecká ulice